# Mar Mediterraneo
Il Mar Mediterraneo (detto brevemente Mediterraneo) è situato tra Europa meridionale, Nordafrica e Asia occidentale. È un mare interno dell'Oceano Atlantico, da cui è dipendente e a cui è connesso a ovest tramite lo stretto di Gibilterra; lo stretto del Bosforo lo collega a nord-est al Mar Nero mentre il canale di Suez, artificiale, lo collega a sud-est al Mar Rosso e quindi all'Oceano Indiano. Da questo mare prende il nome la categoria dei mari mediterranei.
La sua superficie approssimativa è di 2,51 milioni di km², con uno sviluppo massimo lungo i paralleli di circa 3700 km, la lunghezza totale delle sue coste è di 46000 km, la profondità media si aggira sui 1500 m, quella massima di 5270 m presso le coste del Peloponneso, mentre la salinità media varia fra il 36,2 e il 39‰. La popolazione presente negli stati bagnati dalle sue acque, noto come bacino del Mediterraneo, ammonta a circa 450 milioni di persone.

## Etimologia

L'Impero romano nel 120 d.C.

Il termine Mediterraneo deriva dalla parola latina mediterraneus, che significa 'in mezzo alle terre'. Il mar Mediterraneo attraverso la storia dell'umanità è stato conosciuto con diversi nomi. Gli antichi Romani lo chiamavano, ad esempio, Mare nostrum, ossia "il nostro mare", e, in effetti, la conquista romana toccò tutte le regioni affacciate sul Mediterraneo.
La denominazione in arabo البحر الأبيض المتوسط‎?, al-Baḥr al-Abyaḍ al-Mutawassiṭ, ossia Mar Bianco di Mezzo, ha evidentemente ispirato la dizione turca di Akdeniz, Mare Bianco. Nelle altre lingue del mondo, solitamente si ha sia un prestito dal latino o da lingue neolatine (es. inglese Mediterranean Sea) sia, più spesso, un calco dal senso di "mare medio, in mezzo (alle terre)" (es. tedesco Mittelmeer, ebraico Hayam Hatikhon (הַיָּם הַתִּיכוֹן), "il mare di mezzo", berbero ilel Agrakal, "mare tra-terre", giapponese Chichūkai (地中海), "mare in mezzo alle terre", albanese deti mesdhe, "mare in mezzo alle terre", georgiano khmeltashua zghva (ხმელთაშუა ზღვა), "mare in mezzo alle terre").
Il mar Mediterraneo è considerato l'archetipo di altri mari che hanno caratteristiche analoghe, ossia quella di essere circondati da più continenti o subcontinenti, anch'essi detti mediterranei: il Mar Glaciale Artico, il Mediterraneo Americano, il Mediterraneo Australasiatico.

## Storia
Vero ponte tra territori, la regione del Mediterraneo è considerata culla di alcune tra le più antiche civiltà del Pianeta, nonché teatro principale della storia e della cultura della civiltà occidentale assieme al Medio Oriente e al Vicino Oriente. L'agricoltura insieme all'allevamento si diffuse sulle sue coste intorno al 6000 a.C. Successivamente, nella sua parte orientale, una più accentuata dinamicità culturale portò verso la nascita di aree urbane caratterizzate da fiorenti attività artigianali e da vivacità nei commerci. 
Grazie all'azione mediatrice dei Cretesi, dall'isola di Creta, centro della civiltà minoico-micenea (tra il III ed il II millennio a.C.) si irradiarono intensi flussi commerciali che interessarono le coste anatoliche, la Grecia, l'Egitto, le coste del Libano, dell'Italia meridionale, della Sicilia e della Sardegna, contribuendo ad intensificare i rapporti culturali tra i tanti popoli rivieraschi. Dopo la crisi del 1200 a.C., quando l'intero sistema dei commerci venne sconvolto dalle distruttive invasioni dei Popoli del Mare causando il crollo dell'Impero ittita e della civiltà micenea, i successivi mutamenti politici crearono nella zona siro-palestinese il presupposto allo sviluppo dei centri fenici e la nascita dello Stato ebraico.
Abili navigatori e altrettanto abili nei commerci, i Fenici (nome greco per indicare i Cananei) navigarono in lungo e in largo per tutto il Mediterraneo, esportando i prodotti del loro fiorente artigianato e importando materie prime, creando empori e porti commerciali e dando impulso alla creazione di città costiere come Cartagine. Nel VII secolo a.C., lungo le rotte commerciali tra oriente e occidente, ai Fenici si affiancarono i Greci, che impiantarono colonie nel bacino ionico, nel Tirreno e nell'Egeo fino al Mar Nero; nacquero così le poleis della Magna Grecia e della Sicilia greca, cuore della grecità d'Occidente. Il costante aumento di nuovi insediamenti creò forti tensioni fra i popoli rivieraschi a causa della concorrenza nei mercati, infatti l'espansione greca a occidente fu bloccata, nel 541 a.C., dall'alleanza tra Etruschi e Cartaginesi nella battaglia del Mare Sardo. Nel secolo successivo sempre i Greci furono protagonisti nell'epico scontro che, nel 480 a.C., li oppose alle mire di Serse nella battaglia di Salamina, salvando le loro terre dall'occupazione persiana. 
Le nascenti potenze di Roma e Cartagine sconvolsero nuovamente il Mediterraneo e lunghe guerre si conclusero con la consacrazione della potenza romana e la distruzione dei Punici. Da allora in poi, il Mediterraneo divenne per i Romani il Mare nostrum e su tutto il suo bacino si irradiò la civiltà e la potenza della Roma repubblicana e imperiale. Dopo la caduta dell'Impero romano d'Occidente e la stagnazione dei commerci nel bacino occidentale, nell'Impero romano d'Oriente i Bizantini mantennero intensi i traffici marittimi fino a quando, nel VII e nell'VIII secolo, l'espansione islamica sconvolse nuovamente l'intero bacino, oltrepassando lo stretto di Gibilterra e il canale di Sicilia e giungendo fino in Spagna e in Sicilia con la loro civiltà.

H. Letter, raffigurazione della battaglia di Lepanto; Londra, Museo marittimo nazionale.

Le Repubbliche marinare (Amalfi, Pisa, Genova e Venezia le più note, ma anche Ragusa, Ancona e Gaeta), i cui interessi commerciali in oriente erano minacciati dai pirati saraceni, contrastarono efficacemente questa espansione, ma sia i contrasti con le marinerie aragonesi, in aspra concorrenza sulle rotte verso levante, sia la caduta di Bisanzio nel 1453, portarono al declino dei traffici mediterranei, declino che si accentuò ancor più dopo il 1492 con la scoperta dell'America e che neanche la vittoria nella battaglia di Lepanto nel 1571 riuscì a fermare, arrivando nel Seicento alla drastica riduzione della potenza navale veneziana. 
Nel Settecento le debolezze dell'Impero ottomano favorirono le mire espansionistiche degli inglesi nel bacino occidentale, degli Austriaci verso l'Adriatico e dei Russi nel bacino orientale. Nell'Ottocento, durante le guerre napoleoniche, Francia e Gran Bretagna si scontrarono violentemente nel Mediterraneo, combattendo una guerra che vide gli inglesi prevalere e assicurarsi così il dominio incontrastato dei mari. Sempre nell'Ottocento, la costruzione del canale di Suez rese possibile il collegamento del Mediterraneo all'Oceano Indiano e costituì un evento di fondamentale importanza per i commerci marittimi in quanto si evitava in questo modo la circumnavigazione dell'Africa per raggiungere via mare i ricchi mercati asiatici.
Dalla fine degli anni ottanta il Mediterraneo è attraversato dalle rotte dell'immigrazione dall'Africa verso l'Europa. Ogni anno alcune decine di migliaia di migranti economici, profughi e rifugiati politici raggiungono via mare le coste italiane, greche e spagnole. Negli anni duemila il Mediterraneo è stato descritto da analisti geopolitici come "medioceano", un corridoio strategico tra l'Indo-Pacifico e l'Atlantico.

## Geografia

### Morfologia

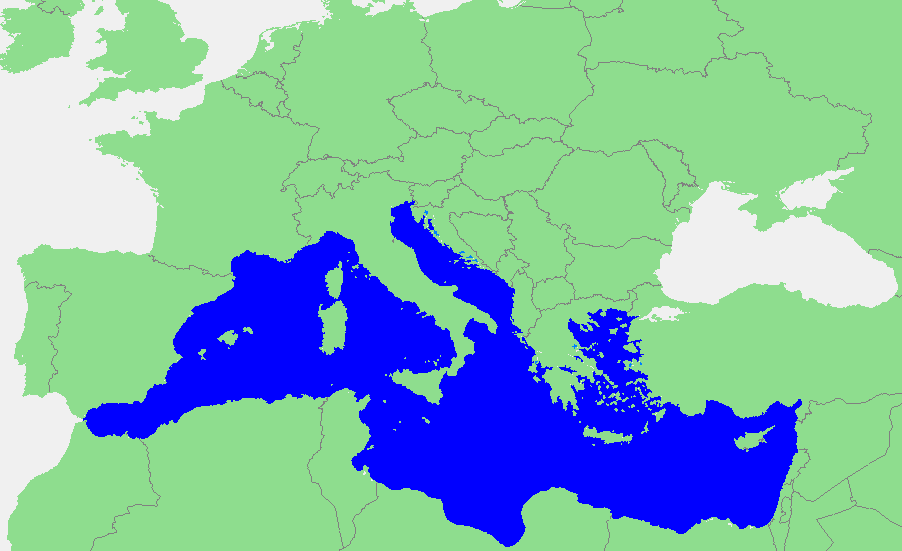
Posizione del Mar Mediterraneo

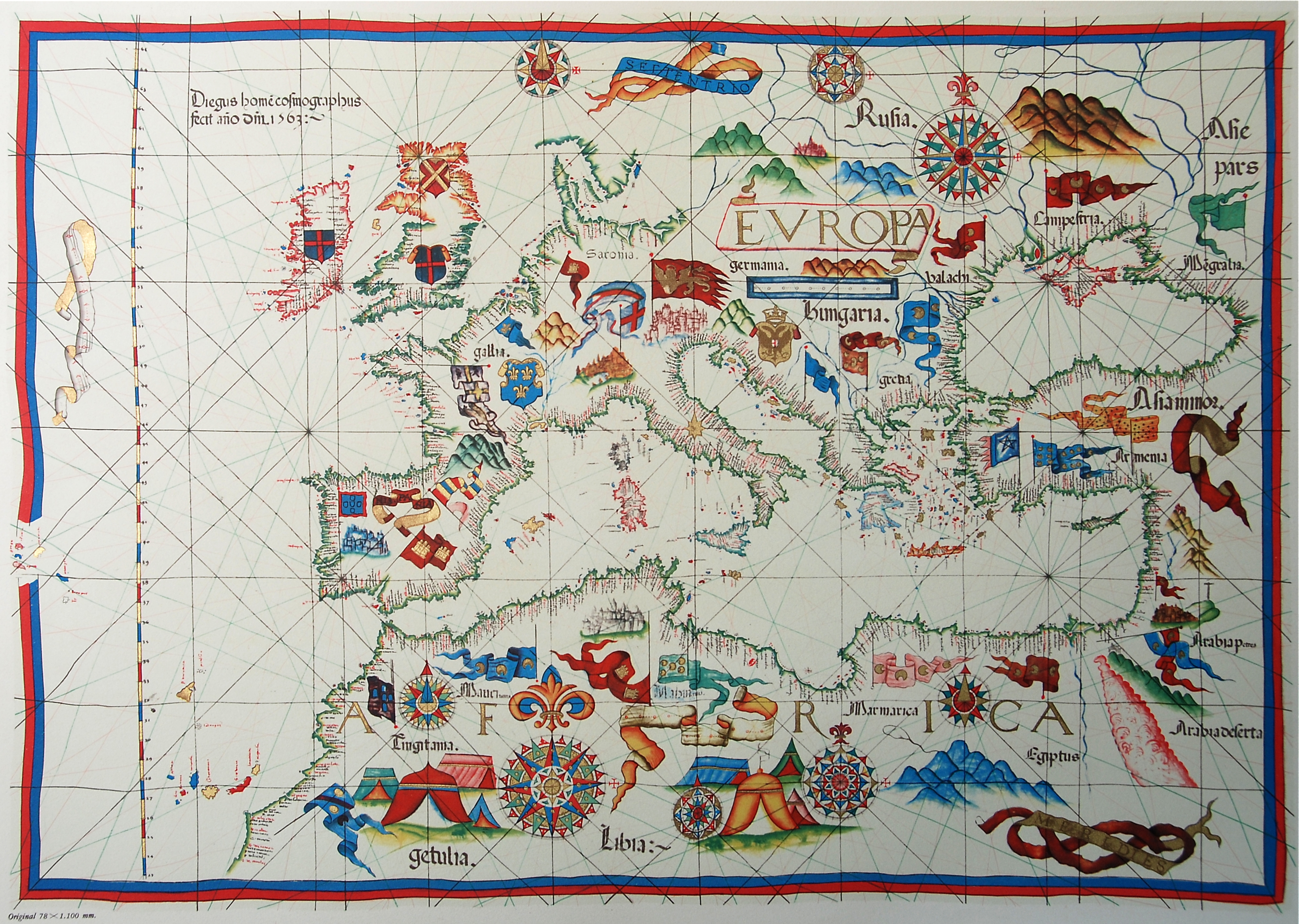
Portolano di Diego Homem (1563). Biblioteca Nazionale, Firenze

È collegato a ovest all'Oceano Atlantico, attraverso lo stretto di Gibilterra; a est attraverso il Mar di Marmara e gli stretti dei Dardanelli e del Bosforo è collegato al Mar Nero (il Mar di Marmara è spesso considerato parte del Mediterraneo, mentre il Mar Nero viene generalmente considerato un mare distinto), mentre il canale di Suez a sud-est collega il Mediterraneo al Mar Rosso e quindi all'Oceano Indiano.

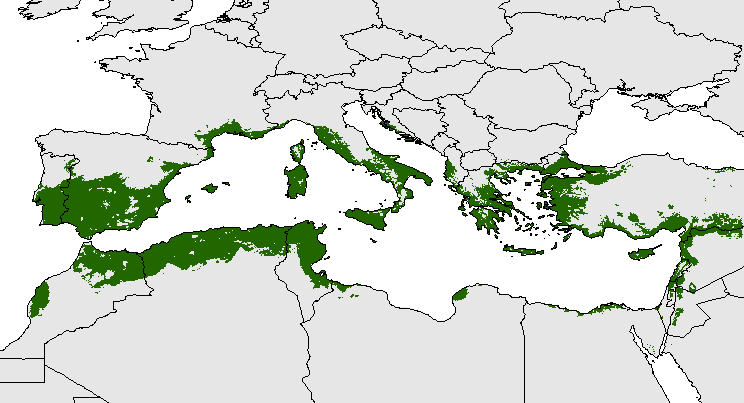
Potenziale distribuzione di ulivi nel bacino del Mediterraneo. Indicatore biologico del bacino del Mediterraneo. (Oteros, 2014)

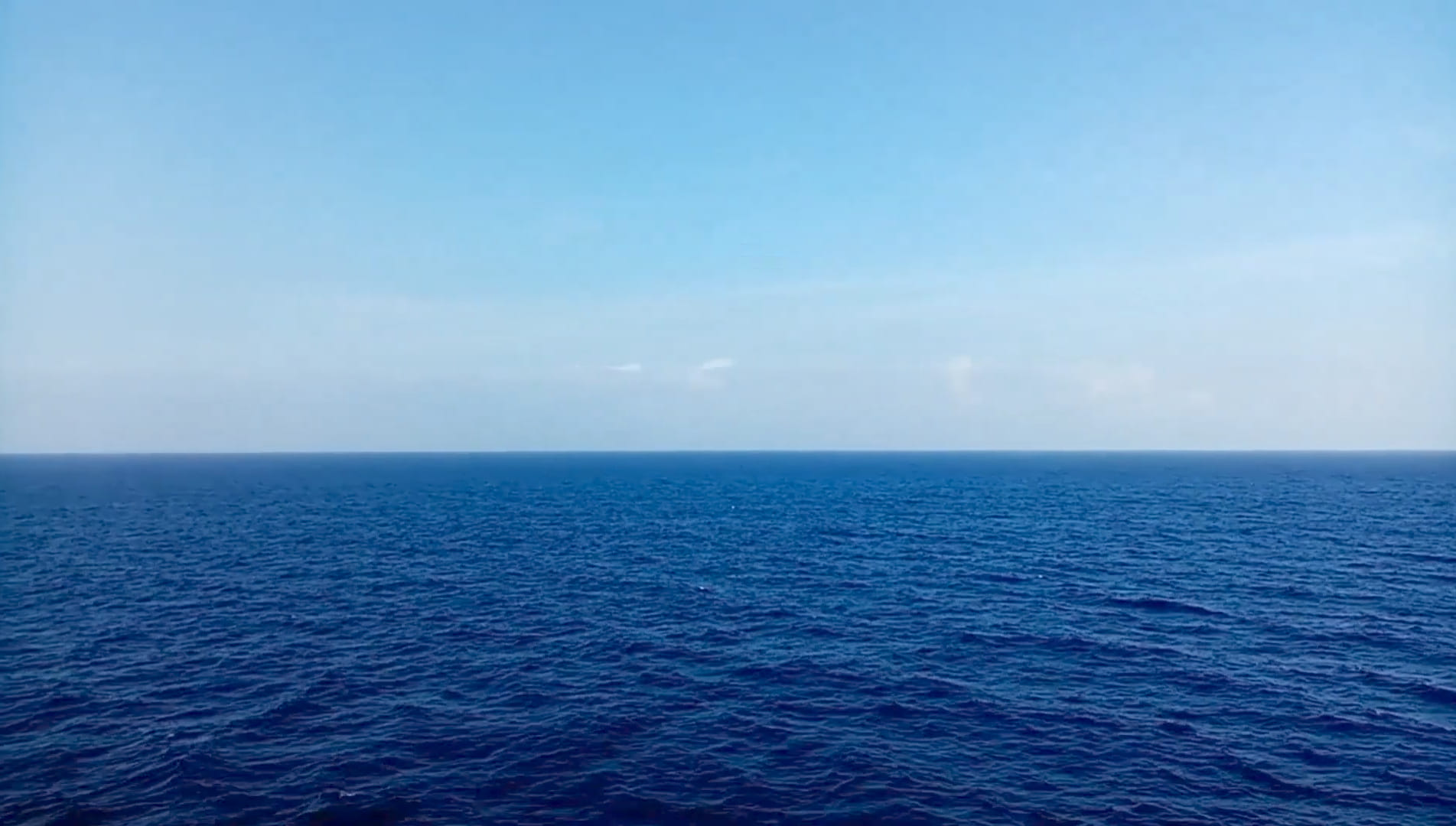
Una panoramica del Mar Mediterraneo al largo della costa

Per quanto riguarda la topografia del fondale il Mediterraneo è diviso in due parti principali:
- il Mediterraneo occidentale, delimitato dal canale di Sicilia e caratterizzato da ampie piane abissali;
- il Mediterraneo orientale, molto più accidentato e dominato dal sistema della dorsale Mediterranea.

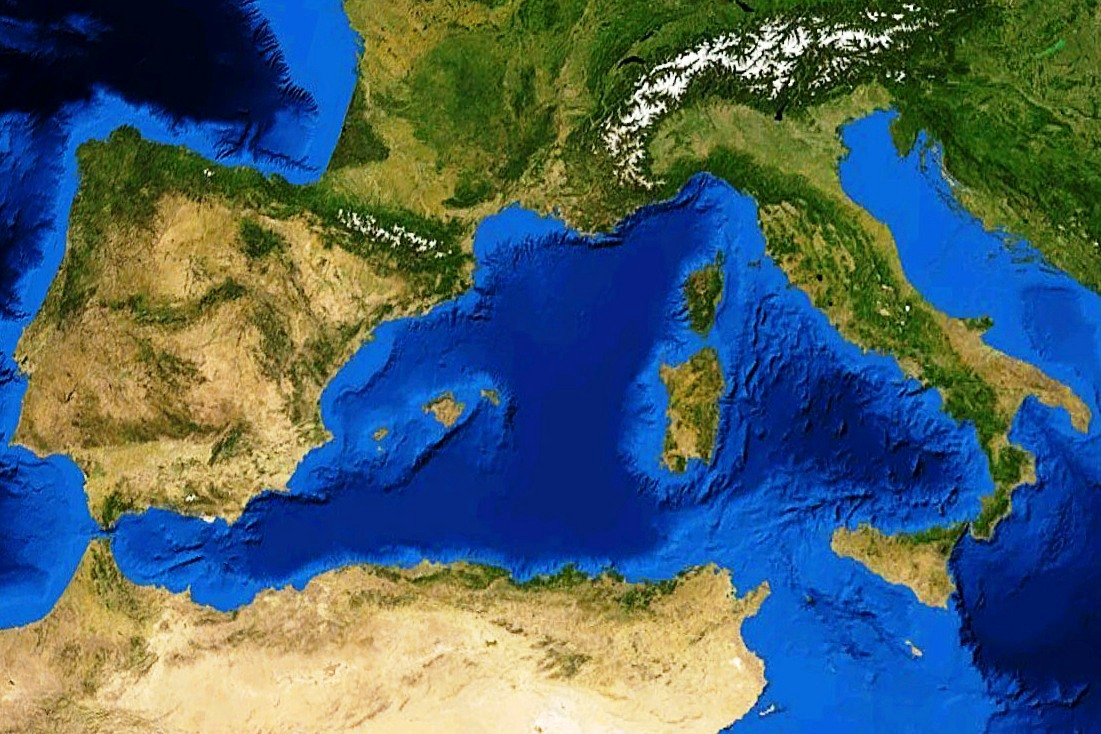
Mar Mediterraneo: bacino occidentale

#### Mediterraneo occidentale
Il Mediterraneo occidentale comprende due bacini principali, quello algero-provenzale e il bacino tirrenico. Il primo occupa un'area più o meno triangolare che comprende il mare di Alborán, il mare delle Baleari, il canale di Sardegna, il mar di Sardegna, il mare di Corsica e il mar Ligure. Ha una superficie di circa 240000 km² e una profondità massima di circa 2 800 m In alcuni tratti costieri, tipicamente alle foci dell'Ebro e del Rodano la piattaforma continentale raggiunge anche i 60 km di larghezza, con un massimo di 72 km presso il Golfo del Leone.
La larghezza minima si ha invece tra Genova e Tolone, dove il fondale è caratterizzato da ampi e profondi canyon. Le isole di Maiorca e Minorca hanno una piattaforma comune mentre Ibiza è separata da un braccio di mare profondo 800 m. Al centro del bacino si trova la piana abissale delle Baleari, profonda dai 2600 a i 2800 metri. Il bacino tirrenico è la parte più profonda del Mediterraneo Occidentale, raggiunge infatti i 3800 m di profondità (Fossa del Tirreno). Il fondale è caratterizzato dalla presenza di numerose dorsali e di rilievi di tipo vulcanico. Vi sono montagne ed enormi  vulcani sottomarini che in alcuni casi si elevano fino a -500 m come il Marsili e il Vavilov (e addirittura a soli -70 m come il relativamente piccolo Palinuro davanti al Cilento).
Poche e di modeste dimensioni sono le piane abissali fra le quali si trovano la piana di Corsica, la piana di Orosei, la piana di Olbia, la piana abissale tirrenica e il rialzo pliniano. Il bacino è praticamente chiuso, è messo in comunicazione con i bacini adiacenti da pochi stretti passaggi. A nord un canale profondo circa 3/400 m lo mette in comunicazione con il Mar Ligure, lo stretto di Bonifacio, profondo non oltre i 50 m, lo mette in comunicazione con il bacino algerino così come il profondo canale di Sardegna, caratterizzato dalla presenza della fossa algero-tirrenica, mette in comunicazione i due bacini a sud della Sardegna.
Il canale di Sicilia, dal fondale basso e caratterizzato dalla presenza di banchi che possono ridurre la profondità a poche decine di metri, lo mette in comunicazione con il Mediterraneo Orientale. Bagna la costa sud-occidentale dell'isola, da Marsala al capo delle Correnti (in prossimità dell'omonimo isolotto).

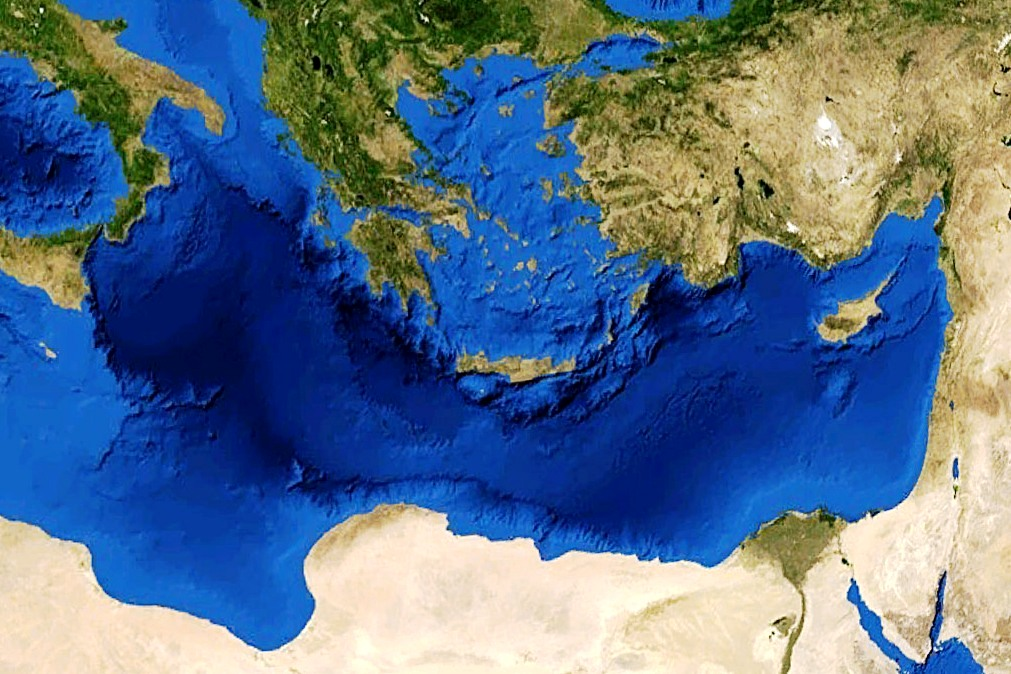
Mar Mediterraneo: bacino orientale

#### Mediterraneo orientale
Fanno parte del Mediterraneo orientale il Mare Adriatico, il Mar Ionio, il Mar Egeo, il Mar Libico, il bacino del Mar di Levante e il Mar di Marmara.
L'Adriatico ha una superficie di circa 135000 km² e una profondità massima di 1 230 m. Da un punto di vista morfologico può essere diviso in tre aree: la parte settentrionale completamente dominata dal delta del Po è un lento declivio nel quale la profondità non supera i 75 m; la parte centrale, tra Ancona ed il Gargano, è caratterizzata dalla presenza di una depressione detta "fossa del medio Adriatico" (266 m). La zona meridionale ha una piattaforma continentale che si restringe in corrispondenza della Puglia fino a circa 20 km; fra la Puglia e l'Albania si trova la piana adriatica con una profondità media di circa 1 000 m e la massima di 1 200 m Da qui la profondità risale a circa 800 m in corrispondenza del canale d'Otranto che separa l'Adriatico dallo Ionio.
Il mar Ionio si estende su una superficie di circa 616000 km² dalle coste della Libia e della Tunisia fino alla Grecia e all'Italia meridionale. Raggiunge la massima profondità (5 270 m) nella fossa Calypso (detta anche fossa ellenica), al largo della costa meridionale del Peloponneso. Nello Ionio si trova la piana abissale più estesa del Mediterraneo. Il Mar Egeo ha una superficie di circa 80000 km² e conta oltre 200 isole. Lo collega allo Ionio il golfo di Corinto (56 m) e numerosi canali profondi fra i 300 m e gli 800 m fra le isole di Rodi e Creta. Raggiunge la massima profondità (2 500 m) in corrispondenza della fossa di Creta che si estende dal golfo di Argolide a Rodi.
Il Mar Libico si estende dalla costa sud di Creta fino alle sponde della Libia. Il Mar di Levante è la parte più orientale del Mediterraneo, ha una superficie di circa 320 000 km² ed è delimitato a ovest dalla linea che congiunge Capo Ra's al-Hilal, in Libia con l'isola di Gavdos presso Creta. La piattaforma continentale è molto estesa sia presso il delta del Nilo sia nel golfo di Alessandretta. La massima profondità è di 4 384 m in corrispondenza della fossa di Plinio.

#### Mari dipendenti
- Mare di Alborán
- Mare delle Baleari
- Mar Ligure
- Mare di Corsica
- Mar Tirreno
- Mar di Sardegna
- Mar di Sicilia
- Mare Adriatico
- Mar Ionio
- Mar Libico
- Mar Egeo
- Mar di Levante
- Mar di Marmara

#### Golfi e canali
- Golfo di Cadice
- Golfo di Valencia
- Golfo del Leone
- Golfo di Saint-Tropez
- Golfo della Napoule
- Golfo di Genova
- Golfo del Tigullio
- Golfo della Spezia
- Golfo di Baratti
- Golfo di Girolata
- Golfo di Sagona
- Golfo di Orosei
- Golfo di Alghero
- Golfo di Porto
- Golfo di Oristano
- Golfo di Cagliari
- Canale di Sardegna
- Golfo di Follonica

- Golfo di Terracina
- Golfo di Gaeta
- Golfo di Napoli
- Golfo di Salerno
- Golfo di Castellammare
- Golfo di Policastro
- Golfo di Sant'Eufemia
- Golfo di Squillace
- Golfo di Corigliano
- Golfo di Gioia Tauro
- Golfo di Catania
- Golfo di Bonagia
- Canale di Sicilia
- Canale di Malta
- Golfo di Venezia
- Golfo di Trieste
- Golfo di Ancona
- Golfo di Manfredonia

- Canale d'Otranto
- Golfo di Taranto
- Golfo della Sirte
- Golfo di Bomba
- Golfo di Arta
- Golfo di Lepanto
- Golfo di Corinto
- Golfo di Patrasso
- Golfo di Messenia
- Golfo di Laconia
- Golfo Argolico
- Golfo Saronico
- Baia di Eleusi
- Golfo Maliaco
- Golfo Pagaseo
- Golfo di Salonicco
- Golfo di Orfani
- Golfo di Saros

#### Isole
Le isole maggiori sono:
- Sicilia , 25460 km²
- Sardegna , 23 813 km²
- Cipro , 9 251 km²
- Corsica , 8 681 km²
- Creta , 8 261 km²
- Eubea , 3 655 km²
- Maiorca , 3 640 km²
- Lesbo , 1 630 km²
- Rodi , 1 398 km²

- Minorca , 964 km²
- Chio , 904 km²
- Cefalonia , 904 km²
- Corfù , 592 km²
- Ibiza , 577 km²
- Gerba , 523 km²
- Lemno , 476 km²
- Samo , 476 km²
- Nasso , 428 km²

- Zante , 406 km²
- Cherso , 406 km²
- Veglia , 405 km²
- Brazza , 395 km²
- Andro , 380 km²
- Taso , 378 km²
- Leucade , 303 km²
- Scarpanto , 301 km²
- Malta , 246 km²

### Caratteristiche fisiche
Il mar Mediterraneo è un bacino semichiuso con una forte evaporazione e un ridotto apporto di acque dolci fluviali, apporto influenzato da attività umane (dighe e sbarramenti). Nei mesi estivi l'evaporazione è relativamente ridotta a causa dei venti non eccessivamente frequenti, al contrario nei mesi invernali l'evaporazione è molto elevata a causa della prevalenza di venti secchi di origine continentale (Bora, Maestrale, Vardarac, Scirocco e Meltemi). L'evaporazione e il ridotto apporto di acque fluviali fanno sì che il Mediterraneo sia in costante deficit idrico. Questo viene compensato dall'oceano Atlantico che annualmente riversa nel Mediterraneo, attraverso lo Stretto di Gibilterra, tra 980 e 1440 km³ d'acqua. Questo apporto di grandi quantità d'acqua provoca forti correnti durante tutto l'anno, favorendo la pulizia dei bassi fondali dello Stretto che, diversamente, nel corso dei millenni si sarebbe inevitabilmente chiuso.

#### Correnti superficiali
Le correnti superficiali mediterranee si originano tutte dall'afflusso di acqua atlantica e seguono in prevalenza gli andamenti di tipo ciclonico, cioè antiorario. L'acqua atlantica, più fredda ma meno salata (motivo per cui rimane in superficie) entra nel Mediterraneo dopo aver lambito le coste del Marocco. Una volta varcato lo stretto di Gibilterra viene spinta a sud dalla forza di Coriolis e segue prevalentemente la costa nordafricana dando origine alla corrente algerina, ma una parte della massa d'acqua, scontrandosi con la corrente anticiclonica del mare di Alborán, si biforca verso nord in direzione delle isole Baleari.
La corrente algerina, nel prosieguo del suo corso, si biforca nuovamente: una parte prosegue verso il canale di Sicilia, un'altra invece risale verso la Corsica e unendosi alla parte che fin dall'inizio si era diretta verso le Baleari dà origine alla corrente ligure provenzale catalana che scorre verso ovest lambendo le coste liguri, francesi e catalane e attraversando il Golfo del Leone. I bassi fondali del canale di Sicilia fanno sì che la corrente algerina si biforchi nuovamente, una parte risale infatti verso il Tirreno dando origine a una corrente ciclonica che in parte lambisce le coste liguri e si riunisce con la corrente ligure-provenzale catalana.
La parte di corrente algerina che riesce a valicare il canale di Sicilia attraversa dapprima un'area prospiciente le coste della Tunisia e della Libia caratterizzata da correnti anticicloniche (il Golfo della Sirte) e poi forma la corrente africana che scorre lungo il mare di Levante dando origine alla corrente dell'Asia Minore che lambisce la costa Turca fino a Rodi. Nell'Adriatico, nello Ionio e nell'Egeo vi sono altre correnti minori di tipo ciclonico. Oltre alle citate correnti costiere vi è la corrente centro-mediterranea che scorre sopra la dorsale mediterranea in direzione Creta e Cipro.

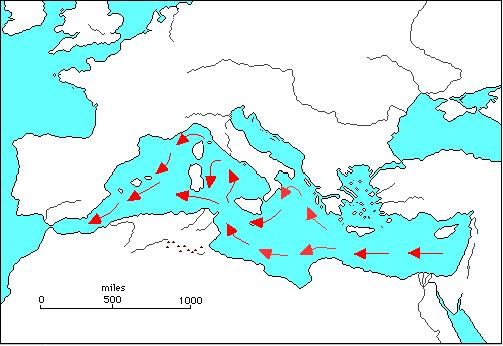
La corrente intermedia

#### Corrente intermedia
Lo strato d'acqua compreso fra i 200 e i 500 metri è interessato da un movimento in senso opposto a quello delle correnti di superficie. Origina infatti dal mar di Levante, il tratto di Mediterraneo con i più elevati valori di salinità, (si raggiunge qui il 39,1 per mille di salinità). D'inverno, con il calo della temperatura si ha un aumento della densità dello strato superficiale che "comprime" lo strato d'acqua inferiore dando origine alla corrente intermedia.
Questa corrente è divisa in un ramo principale che percorre l'intero Mediterraneo e due rami secondari che attraversano l'uno il Golfo della Sirte e l'altro, più cospicuo, lo Ionio fino a entrare nell'Adriatico dove incontra le fredde acque invernali per poi uscire nuovamente dallo stretto di Otranto.
Il ramo principale si dirige invece verso il canale di Sicilia dove, a causa dei fondali bassi e della portata della corrente di superficie, deve dividersi in due stretti passaggi laterali situati a quote diverse. L'acqua proveniente dal più settentrionale si dirige verso il Tirreno dove fa un lungo giro antiorario e in gran parte esce per ricongiungersi con il ramo secondario e risalire verso la Sardegna per poi seguire la costa francese e spagnola e uscire dallo Stretto di Gibilterra. Dalle analisi degli oceanografi pare che una goccia d'acqua entrata dallo stretto di Gibilterra impieghi circa 150 anni per compiere tutto il "giro" e ritornare, profondamente modificata nella composizione, all'oceano Atlantico.

#### Circolazione profonda
Le correnti di profondità interessano due aree del Mediterraneo, il bacino ligure provenzale e lo Ionio. In entrambi i casi le correnti originano nella stagione invernale in seguito a un rapido raffreddamento delle acque provocato dal vento. Nel primo caso il maestrale raffredda rapidamente le acque al centro del Golfo del Leone. In seguito all'aumento di densità l'acqua si dirige verso il fondo, sino ai 2000 metri di profondità, contribuendo al lento ricambio delle acque profonde. Nel bacino orientale è la Bora che abbassando la temperatura delle acque nel mare Adriatico origina una corrente diretta verso sud che si inabissa oltre il canale di Otranto e contribuisce al ricambio delle acque profonde dello Ionio.

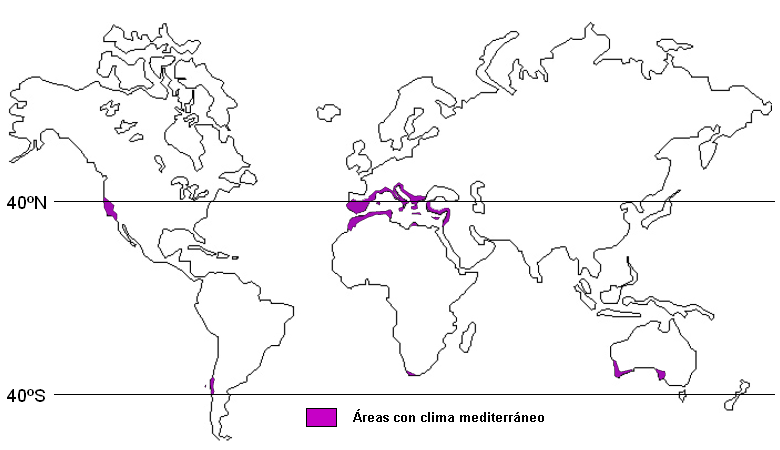
Aree del Pianeta caratterizzate da clima mediterraneo

#### Maree
Le maree sono molto limitate anche a causa dello scarso collegamento con l'oceano, che limita la massa d'acqua complessiva investita dal fenomeno. Le temperature del Mediterraneo hanno estremi compresi fra gli 11 e i 32 °C. In genere si oscilla dai 12~18 °C nei mesi invernali ai 23~30 °C dei mesi estivi, a seconda delle zone. L'azione del Mar Mediterraneo come serbatoio termico è in buona parte dovuto al clima mediterraneo, generalmente caratterizzato da inverni umidi ed estati calde e secche. Coltivazioni caratteristiche della regione sono olivo, vite, agrumi e quercia da sughero.

### Geologia

Carta tettonica del Mar Mediterraneo

Il Bacino del mar Mediterraneo è composto da un complesso sistema di strutture generate dall'interazione tra la Placca euroasiatica e la Placca africana. Secondo la teoria della Tettonica delle placche, queste due placche si sono avvicinate con un movimento rotatorio durante gli ultimi 300 milioni di anni, durante i quali le zone intermedie tra le due placche si sono deformate, scivolando e ruotando tra di loro, sovrapponendosi e lasciando spazio per l'apertura di nuovi bacini interni. Circa 6 milioni di anni fa, forse a causa di eventi sismici tra le due placche e/o fasi glaciali, l'afflusso di acqua dall'oceano atlantico venne interrotto più volte. Ciò causò per una decina di volte l'evaporazione del Mediterraneo trasformandolo in distese desertiche, simili agli odierni Laghi Salati dello Utah. Successivi eventi ripristinarono il collegamento con l'Atlantico, anche attraverso l'ampio corridoio di Siviglia/Cordova (Corridoio Betico) che per un certo tempo sostituì il passaggio che si era temporaneamente chiuso a Gibilterra, riportando il livello dell'acqua del Mediterraneo al livello normale. Tali eventi vanno sotto il nome di crisi di salinità del Messiniano.
La recente costituzione della zona Mediterranea è il risultato di questa complessa storia geodinamica e mostra una serie di microplacche deformate, zone mobili tra queste microplacche (le catene montuose) e vecchie e nuove croste oceaniche (i bacini). Non esiste tuttora una singola teoria complessiva per descrivere la storia di questo sistema, e numerosi modelli sono stati proposti. Il sistema del Mediterraneo normalmente viene suddiviso in tre aree principali: il sistema del Mediterraneo occidentale, del Mediterraneo centrale e del Mediterraneo orientale.
Il sistema del Mediterraneo occidentale è composto dalla microplacca iberica, la catena dei Pirenei, la catena dell'Atlante (Marocco, Algeria e Tunisia occidentale), le isole Baleari e il bacino Mediterraneo occidentale. Il sistema del Mediterraneo centrale è composto dalla catena delle Alpi, la catena degli Appennini, l'Arco calabro peloritano, il Bacino tirrenico, il Bacino adriatico, il Bacino ionico, le zone mobile di deformazione della Tunisia orientale e la Libia occidentale. Il sistema del Mediterraneo orientale è composto dalla Catena dinarica, dal sistema dell'Arco ellenico (con l'isola di Creta), il Mar Egeo, il Bacino del Mediterraneo orientale, la placca anatolica, la catena di Cipro, le zone mobili del Mediterraneo orientale (Libano, Israele, Egitto) e le catene nordafricane libiche.

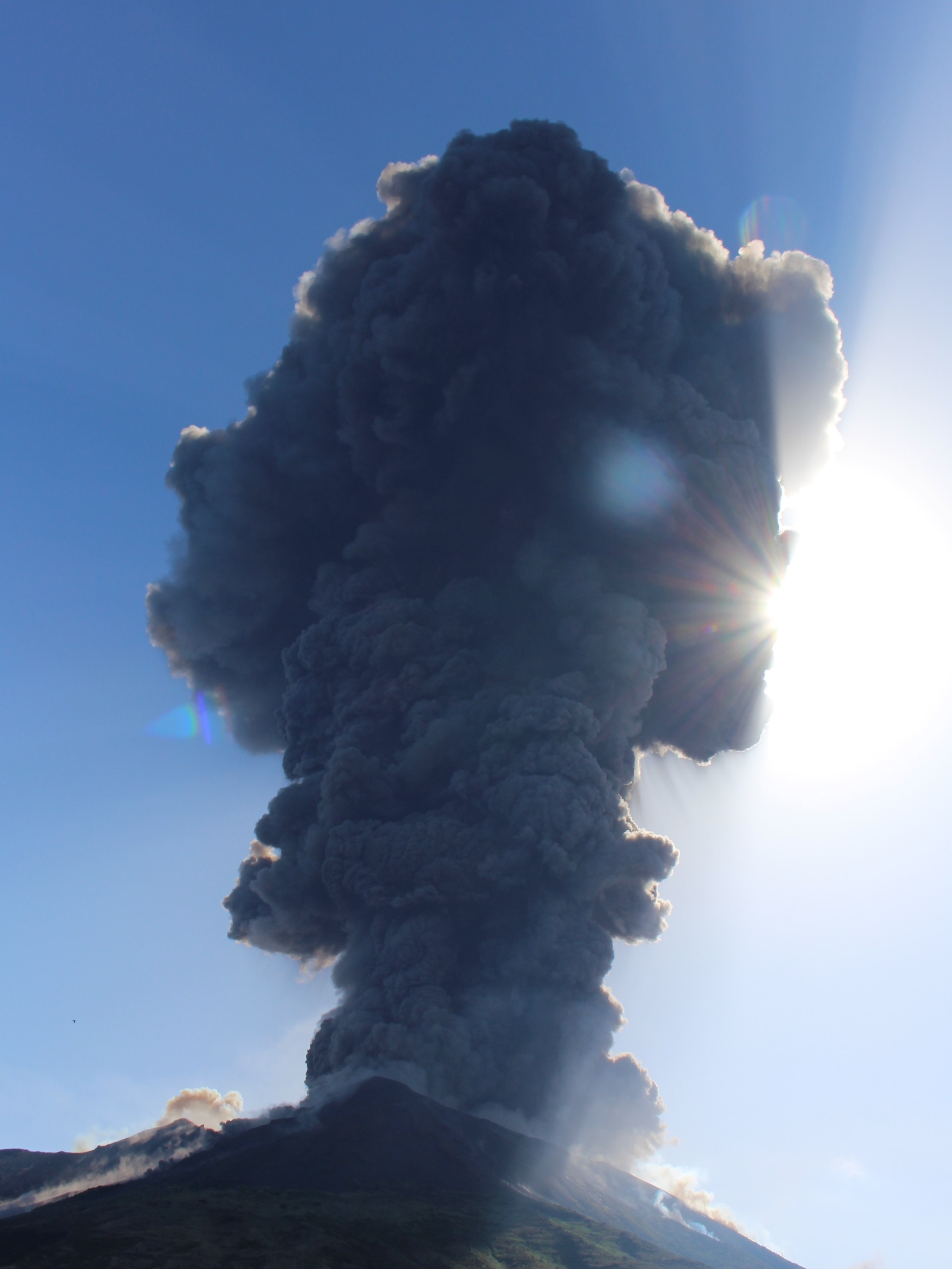
Parossismo di Stromboli (luglio 2019), uno dei vulcani più attivi al mondo, situato all'interno dell'Arco Eoliano.

All'interno del bacino del Mediterraneo, in particolare in Italia e Grecia (e nei tratti di mare adiacenti), sono presenti numerosi vulcani attivi o quiescenti. Nella regione geografica italiana si possono individuare zone attive in Campania (Vesuvio e Campi Flegrei), Sicilia (Etna) e nei mari circostanti, in particolare Tirreno sud-orientale (Arco Eoliano) e Canale di Sicilia (Campi Flegrei del Mar di Sicilia). Nel Mediterraneo orientale si trova invece l'arco vulcanico dell'Egeo meridionale, il cui centro eruttivo più noto è quello presente nell'arcipelago di Santorini. Fra le eruzioni vulcaniche avvenute in età storica nel Mediterraneo, le più significative sono quella minoica nell'età del bronzo, quella del Vesuvio nel 79 d.C., e quella dell'Etna del 1669.
Un'altra prova del fatto che il bacino del Mediterraneo sia una zona tettonicamente attiva è data dall'elevata sismicità di alcune sue regioni, in particolare gran parte della penisola italiana, di quella balcanica, di quella anatolica, e del Levante, nonché delle isole vicine (Sicilia, Creta e isole egee, Cipro). In tali regioni si sono verificati alcuni dei terremoti più disastrosi della storia, come quello di Antiochia del 526 o quello del Val di Noto del 1693. Tale sismicità espone le coste mediterranee anche al rischio di maremoti: alcuni fra i più significativi si verificarono ad esempio in occasione del terremoto di Creta del 365 (il cui tsunami arrivò a devastare Alessandria), o in quello di Messina del 1908 (probabilmente la più grave catastrofe naturale ad aver colpito l'Europa in tempi storici). Maremoti possono verificarsi anche in seguito ad attività vulcanica, come nel caso dell'eruzione del vulcano sottomarino Kolumbo (nei pressi di Santorini) nel 1649.

### Clima
Il clima di gran parte dei paesi che si affacciano sul bacino del Mar Mediterraneo è caratterizzato da estati calde e asciutte con piovosità concentrata nel periodo autunnale e invernale. Queste caratteristiche climatiche sono riscontrate anche in altre parti del Pianeta e precisamente nella California centro-meridionale, in Australia occidentale, in Sudafrica e nella parte centro settentrionale del Cile. L'influenza delle correnti marine ne costituisce uno dei fattori fondamentali in quanto queste convogliano acque la cui temperatura è più elevata rispetto alla latitudine, inoltre la vicinanza del tropico permette nei periodi estivi la permanenza di masse di aria calda e secca, come nei climi sub-tropicali.
Di seguito viene riportato un grafico che riferisce la temperatura del Mediterraneo presso varie città marittime che vi si affacciano.
|                      | Gen | Feb | Mar | Apr | Mag | Giu | Lug | Ago | Set | Ott | Nov | Dic |
| -------------------- | --- | --- | --- | --- | --- | --- | --- | --- | --- | --- | --- | --- |
| Marsiglia            | 13  | 12  | 11  | 13  | 16  | 18  | 21  | 22  | 21  | 18  | 16  | 14  |
| Barcellona           | 13  | 13  | 12  | 14  | 17  | 20  | 23  | 25  | 23  | 20  | 17  | 15  |
| Valencia             | 14  | 13  | 14  | 15  | 17  | 21  | 24  | 26  | 24  | 21  | 18  | 15  |
| Cagliari             | 14  | 14  | 14  | 15  | 17  | 21  | 24  | 25  | 24  | 22  | 19  | 16  |
| Napoli               | 15  | 14  | 14  | 15  | 18  | 22  | 25  | 27  | 25  | 22  | 19  | 16  |
| Venezia              | 11  | 10  | 11  | 13  | 18  | 22  | 25  | 26  | 23  | 20  | 16  | 14  |
| Malaga               | 16  | 15  | 15  | 16  | 17  | 20  | 22  | 23  | 22  | 20  | 18  | 16  |
| Gibilterra           | 16  | 15  | 16  | 16  | 17  | 20  | 22  | 22  | 22  | 20  | 18  | 17  |
| Atene                | 16  | 15  | 15  | 16  | 18  | 21  | 24  | 24  | 24  | 21  | 19  | 18  |
| Heraklion            | 16  | 15  | 15  | 16  | 19  | 22  | 24  | 25  | 24  | 22  | 20  | 18  |
| Malta                | 16  | 16  | 15  | 16  | 18  | 21  | 24  | 26  | 25  | 23  | 21  | 18  |
| Larnaca              | 18  | 17  | 17  | 18  | 20  | 24  | 26  | 27  | 27  | 25  | 22  | 19  |
| Limassol             | 18  | 17  | 17  | 18  | 20  | 24  | 26  | 27  | 27  | 25  | 22  | 19  |
| Antalya              | 17  | 17  | 17  | 18  | 21  | 24  | 27  | 28  | 27  | 25  | 22  | 19  |
| Alessandria d'Egitto | 18  | 17  | 17  | 18  | 20  | 23  | 25  | 26  | 26  | 25  | 22  | 20  |
| Tel Aviv             | 18  | 17  | 17  | 18  | 21  | 24  | 26  | 28  | 27  | 26  | 23  | 20  |

#### Effetti del riscaldamento climatico
In particolare il Mediterraneo, trovandosi nella zona di confine tra Africa e Eurasia è particolarmente sensibile al cambiamento climatico attuale ovvero al riscaldamento globale con il rischio sensibile di aumento della sua temperatura media e superficiale con possibili effetti, secondo gli studiosi, di Tropicalizzazione del Mediterraneo e Meridionalizzazione del Mediterraneo, già parzialmente in atto. Le nazioni che si affacciano sul Mediterraneo sarebbero invece a rischio desertificazione per spostamento verso nord della cella di Hadley e con essa dell'anticiclone africano.
Alcuni studi stimano un innalzamento medio delle temperature del bacino del mediterraneo di 6 °C tra il 2070 e il 2100. Questa variazione climatica secondo i modelli climatici produrrà siccità ed estati torride con notevoli riduzioni delle precipitazioni in inverno. Attivo in questo senso è il Centro euro-Mediterraneo sui Cambiamenti Climatici.

## Ambiente

### Ecosistema

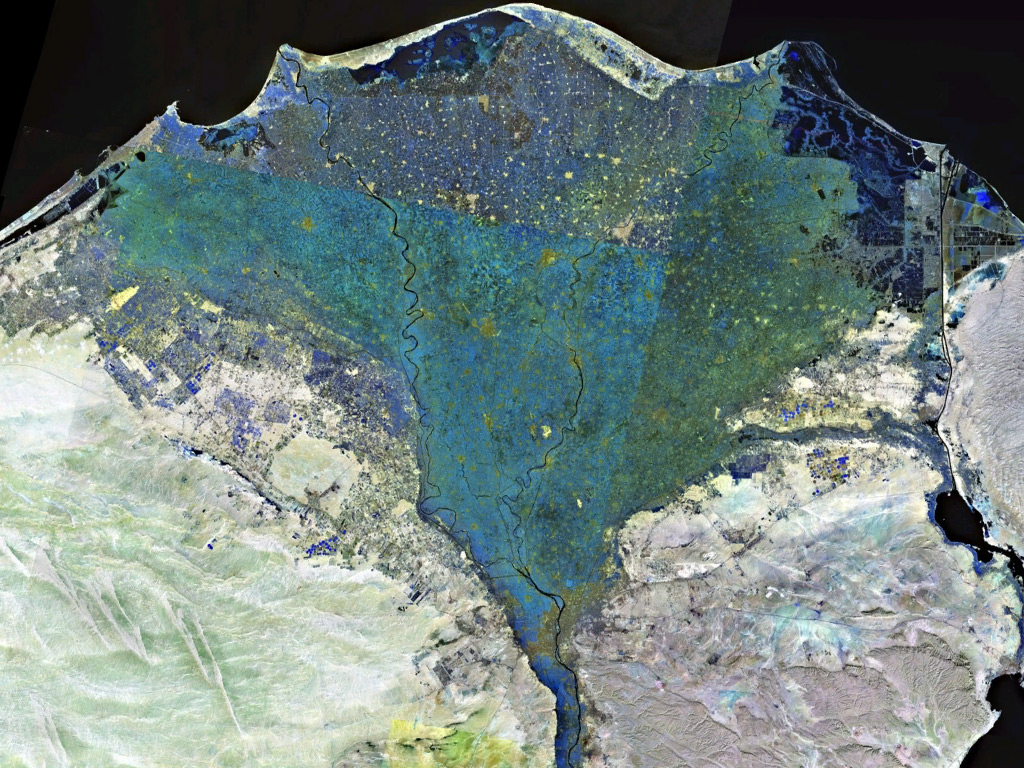
Il Delta del fiume Nilo.

Nonostante il mar Mediterraneo sia un mare oligotrofico, quindi piuttosto povero di nutrienti, in esso è presente una grande biodiversità e circa il 28% delle specie presenti sono endemiche di questo mare. Tutto ciò è dovuto principalmente alla presenza di habitat diversificati che favoriscono l'insorgenza di nicchie ecologiche e alle condizioni idrologiche e climatiche proprie di questo bacino. Un'eccezione alla condizione oligotrofica si riscontra nei pressi delle foci dei numerosi grandi fiumi che vi affluiscono, dal Nilo al Rodano, dall'Ebro al Po. I loro delta formano veri e propri ecosistemi diversi sulle coste del Mare nostrum.
Perès e Picard nel 1964 hanno messo a punto un sistema di classificazione dei vari tipi di ecosistemi presenti nel Mediterraneo che ancora oggi è utilizzato dalla maggior parte degli studiosi di questo mare. Questo sistema di classificazione si basa sia su fattori abiotici, come profondità, temperatura, tipi di substrati, ecc., sia sulle interazioni interspecifiche tra gli organismi. Rispetto agli organismi che vivono negli oceani, quelli che vivono nel Mediterraneo raggiungono dimensioni minori e possiedono un ciclo vitale piuttosto breve. Nel tratto di mare tra Liguria e Toscana è stata istituita un'area protetta denominata Santuario per i mammiferi marini, ove vivono varie specie di cetacei tra cui la balenottera comune.
Nella stessa area è stato altresì riscontrato il più grande accumulo di microplastiche in sospensione.

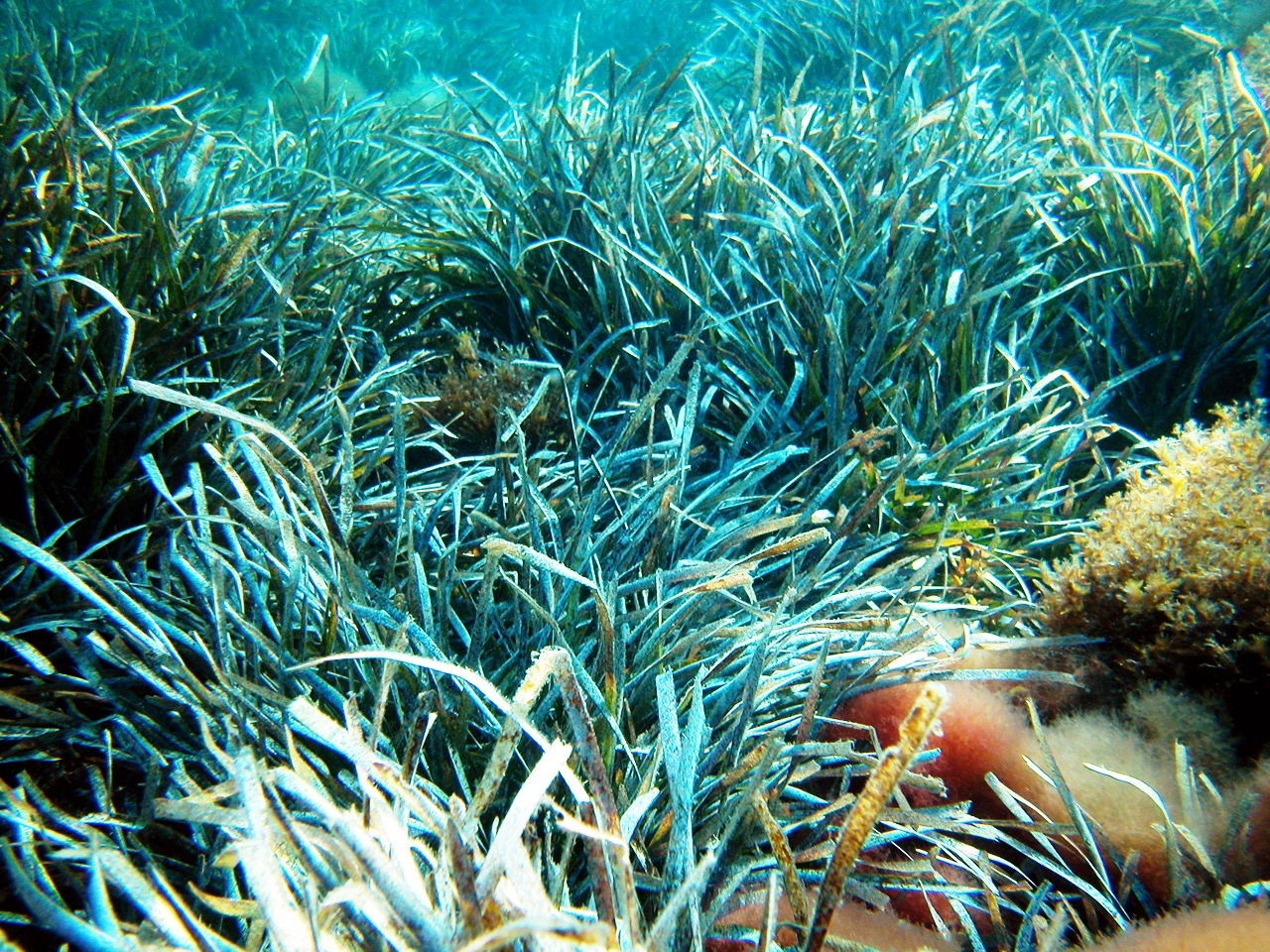
Posidonia oceanica

### Produttori primari
Nell'ecosistema costiero del mar Mediterraneo un ruolo fondamentale è svolto dalla Posidonia oceanica. Grazie al suo sviluppo fogliare produce un'alta quantità di ossigeno, fino a 20 litri al giorno per ogni metro quadrato di prateria. Contribuisce inoltre al consolidamento dei fondali e delle spiagge, proteggendole dalla erosione. Ma soprattutto le praterie marine di questa fanerogama sono l'ambiente ideale per la crescita di pesci, crostacei e altre forme di vita, costituendo una vera e propria nursery delle specie ittiche.
Attualmente la Posidonia è in forte regressione in tutto il bacino mediterraneo, a causa dell'inquinamento chimico, ma anche delle opere di protezione costiera e dell'"aratura" dei fondali provocata dalle ancore delle barche e dalla pesca a strascico abusiva, sotto costa.

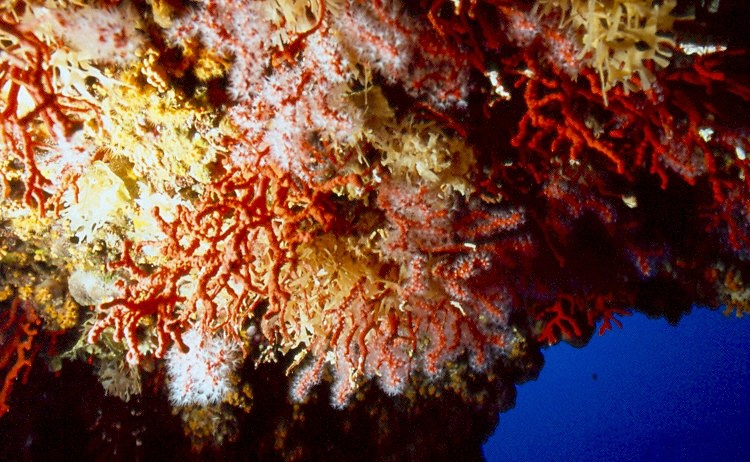
Corallium rubrum nella Grotta di Nereo ad Alghero.

### Carnivori

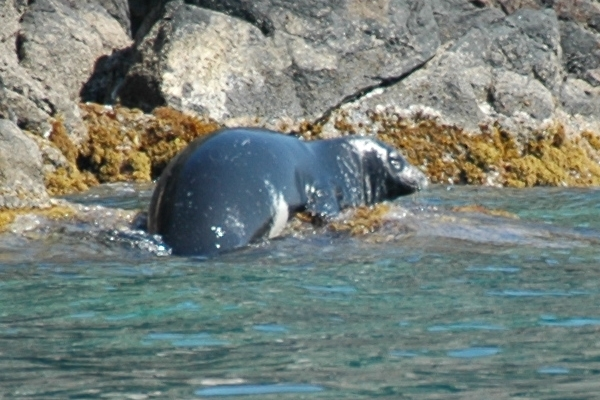
Esemplare di Foca monaca

### Filtratori
Si tratta di organismi microfagi, che si nutrono cioè di minuscole particelle di cibo sospese in acqua, che hanno un ruolo importante per il mantenimento dell'equilibrio dell'ecosistema.
Tra essi vanno ricordati:
- i Copepodi, piccoli crostacei, raramente più lunghi di 1–2 mm, che si nutrono dei prodotti della fotosintesi oceanica e a loro volta costituiscono nutrimento per molti pesci.
- le Spugne (il Mediterraneo ne ospita oltre 500 specie), e in particolare quelle appartenenti alla famiglia delle Spongiidae, che costituiscono una tipica risorsa del Mediterraneo, oggetto di intenso sfruttamento commerciale
- i Coralli e in particolare il corallo rosso (Corallium rubrum), le cui colonie sono in preoccupante declino a causa della massiccia raccolta per la produzione di gioielli e monili, la gorgonia rossa (Paramuricea clavata), la gorgonia gialla (Eunicella cavolinii), l'Astroides calycularis e la Dendrophyllia ramea.
- le Ascidie (numerose specie tra cui Ascidia spp., Ciona intestinalis, Phallusia mammillata, Halocynthia papillosa).

### Specie a rischio
- la tartaruga marina comune (Caretta caretta) il danneggiamento dei siti di nidificazione minaccia seriamente la sopravvivenza di questa specie;
- la foca monaca (Monachus monachus) è ridotta a 150-250 esemplari tutti concentrati nei mari Ionio ed Egeo e lungo le coste del Nordafrica;
- la tartaruga verde (Chelonia mydas) è praticamente quasi estinta e si ritrova ormai solo verso le coste di Cipro.
- la tartaruga liuto (Dermochelys coriacea) in base ai criteri della Lista rossa IUCN è considerata vulnerabile.
- la Pinna nobilis

Altre specie a rischio (anche se non in condizioni allarmanti come le tartarughe e la foca) sono il delfino comune (Delphinus delphis), il tursiope (Tursiops truncatus), il grampo (Grampus griseus), la balenottera (Balaenoptera physalus), il capodoglio (Physeter macrocephalus), il tonno rosso (Thunnus thynnus) e il pesce spada (Xiphias gladius).

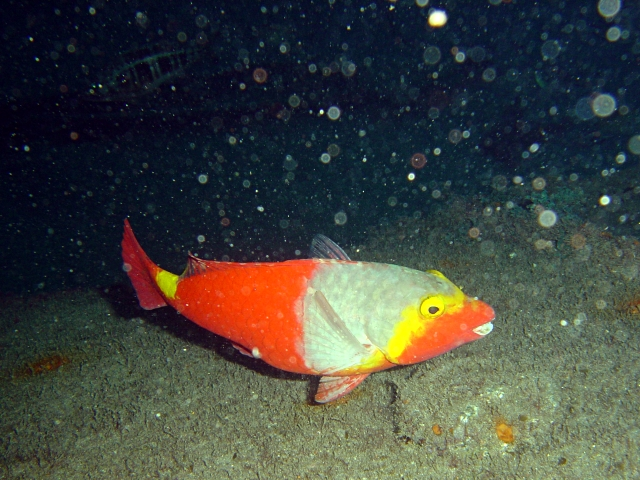
Sparisoma cretense

### Meridionalizzazione e tropicalizzazione
Per tropicalizzazione si intende il processo di insediamento in Mediterraneo di specie provenienti da aree tropicali o sub-tropicali, mentre, per meridionalizzazione si intende lo spostamento verso nord dell'areale di specie tipiche delle coste sud di questo mare. In alcuni casi si tratta di specie (migrazione lessepsiana) passate attraverso il canale di Suez, provenienti dal Mar Rosso, ovvero di specie provenienti dalle coste africane dell'Oceano Atlantico, giunte attraverso lo stretto di Gibilterra. Un altro canale d'ingresso è rappresentato dallo scarico incontrollato delle acque di zavorra delle navi cisterna. Un contributo allo sviluppo del fenomeno è dato inoltre dai mutamenti climatici in corso, con il conseguente innalzamento della temperatura delle acque.
Alcune di queste specie si sono ambientate e riprodotte benissimo, al punto di arrivare a soppiantare le specie autoctone e di essere comunemente pescate e commercializzate. Fra di esse ricordiamo: il pesce palla (Sphoeroides cutaneus), la ricciola fasciata (Seriola fasciata), il pesce scorpione (Pteroides miles), la triglia del Mar Rosso (Upeneus moluccensis). Sempre in conseguenza dell'aumento della temperatura delle acque si assiste a un significativo cambiamento di distribuzione della fauna ittica autoctona, che porta molte specie tipiche delle aree più calde del Mediterraneo a espandersi verso nord. È il caso del pesce balestra (Balistes carolinensis) o del pesce pappagallo (Sparisoma cretense).
Il fenomeno dell'importazione di specie alloctone non riguarda solo i pesci, ma anche le alghe: alghe delle coste giapponesi (Laminaria japonica, Undaria pinnatifida e Sargassum muticum) sono state segnalate già dalla fine degli anni Sessanta, mentre più recentemente è stata segnalata la presenza di un'alga tropicale, la Caulerpa taxifolia che attualmente minaccia soprattutto un ampio tratto della costa francese tra Tolone e Mentone, moltiplicandosi a una velocità impressionante, ostacolando i cicli vitali degli altri organismi con alterazione degli equilibri ecologici.

## Economia

### Stati e porti principali affacciati sul Mediterraneo
Gli stati e territori che vi si affacciano sono:
Costa settentrionale e europea
 Gibilterra (Regno Unito)
 Spagna
 Francia
 Monaco
 Francia (Cantone di Mentone)
 Italia
 Malta
 Slovenia
 Croazia
 Bosnia ed Erzegovina (Neum)
 Croazia (parte meridionale della Regione raguseo-narentana)
 Montenegro
 Albania
 Grecia (comprende isole continentalmente asiatiche)
 Turchia (Tracia orientale)
Costa settentrionale e asiatica
 Turchia (esclusa la Tracia orientale e la provincia di Hatay)
 Cipro (quattro tratti di costa con l'exclave della città di Dekelia)
 Cipro del Nord (2 tratti di costa separati con l'exclave di Kokkina)
 Akrotiri e Dhekelia, tre tratti di costa separati (Regno Unito)
Costa orientale e asiatica
 Turchia (Provincia di Hatay)
 Siria
 Libano
 Israele
 Palestina (Striscia di Gaza)
Costa meridionale e asiatica
 Egitto (Penisola del Sinai)
Costa meridionale e africana
 Egitto
 Libia
 Tunisia
 Algeria
 Marocco tre tratti di costa separati dalle Plazas de soberanía spagnole
 Plazas de soberanía: da est a ovest Melilla, Peñón de Vélez de la Gomera e Ceuta (Spagna)